# 葛飾郡
- 令制国一覧 > 東海道 > 武蔵国・下総国 > 葛飾郡
- 日本 > 関東地方 > 東京府・埼玉県・千葉県・茨城県 > 葛飾郡

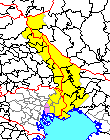
東京府・埼玉県・千葉県・茨城県葛飾郡の範囲（薄赤：後に東京市に編入された区域）

葛飾郡（かつしかぐん）は、東京府・埼玉県・千葉県・茨城県に存在した郡。中世までは全域が下総国に属した。葛飾は古代からの地名。西は武蔵国の埼玉郡・豊島郡に接していた。
江戸時代初期に西半分（葛西）が分割され武蔵国へ移され、武蔵国葛飾郡が発足した。
1868年には現在の東京都（当時の東京府）を除いた地域で葛飾県が設置された。1878年の郡区町村編制法の制定により、同年に一部が東葛飾郡・西葛飾郡・南葛飾郡に、翌1879年に残部が北葛飾郡・中葛飾郡となり消滅した（東京都区部の「葛飾区」についても参照）。

## 概要
律令時代に、渡良瀬川の下流（太日川（おおいがわ又はふといがわ・太日河））の流域両岸の地域が葛飾郡と定められた。ほぼ現在の江戸川（及びその後に成立した中川）の流域に当たる。
東の境界は中世以前の常陸川、西の境界は中世以前の利根川の下流、北限は現在の茨城県古河市、南限は東京湾であり、南北に細長かった。
現在の行政区域では、茨城県古河市・埼玉県久喜市、江戸川の西の流域である茨城県五霞町、埼玉県幸手市・吉川市・三郷市、東京都葛飾区・墨田区・江東区・江戸川区、千葉県浦安市、江戸川の東の流域である千葉県野田市・流山市・柏市・松戸市・市川市・船橋市にまたがる広大な郡であった。
葛飾郡総社は、船橋市西船五丁目にある葛飾神社である。

## 古代
南流し東京湾へ注ぐ太日川（渡良瀬川の下流、後の江戸川）の右左岸域（後の時代では、右岸：葛西（中心を中川が流れる）、左岸：葛東）に人々が住み始め、古墳時代前期には、葛西にも集落が作られた（御殿山遺跡（青戸））。
律令制の時代に、この右左岸域に下総国の葛飾郡が定められた。その西は当時の利根川を境として武蔵国と接していた。葛飾郡には下総国府（現在の市川市）が置かれ、下総国の政治的な中心だった。
葛飾は古代からの地名である。正倉院文書には、本郡内にある大嶋郷（所在地については諸説ある）の戸籍（下総国葛飾郡大嶋郷戸籍）が残されており、「葛餝郡」と表記されている。
万葉集にも葛飾の名が残されており、高橋虫麻呂の真間の手児奈の歌は特に有名である。

### 武蔵国との境界
中世以前の利根川下流（現在の古利根川）は東京湾へ注いでおり、現在の埼玉県久喜市と加須市との境より下流の東側が下総国葛飾郡、西側が武蔵国埼玉郡・豊島郡であった。
当時の利根川が東京湾へ注ぐ最下流は分流となっており、国境となる河道は（西岸は武蔵国豊島郡）、亀有で現在の中川から西へ分かれ、足立区・葛飾区の境の古隅田川を通り、当時の入間川と合流後、現在の隅田川を約2 km流れた後、現在のような浅草方向ではなく、横十間川の方向へ向かう南東への分流を通り、墨田区業平柳島（西岸）・江東区亀戸（東岸）の間付近の河口から東京湾へ注いだ。

## 中世から江戸時代

### 中世
郡内に下河邊荘、下河邊野方荘、八幡荘、松戸荘、風早荘、夏見御厨、葛西御厨、葛西猿俣荘、大結牧といった荘園が成立した。また、この地域が広大であった事から中心線の太日川を境界として東側を葛東郡（あるいは葛東）、西側を葛西郡（あるいは葛西）と称する慣習が現れた（ただし、正式な郡名ではない）。

### 江戸時代
徳川家康江戸入府後の利根川東遷事業により、権現堂川・太日川が利根川下流となった。1683年（天和3年）また一説によれば寛永年間（1624年-1645年）に権現堂川・太日川より西の地域を下総国から武蔵国へ編入し武蔵国葛飾郡が発足した（この地域を「葛西」と呼ぶ場合もある）。この際に、武蔵国豊島郡だった牛島、永代島などを武蔵国葛飾郡へ移した。
同じ寛永年間に江戸川の本流として関宿（現野田市）・金杉（現松伏町）間の旧太日川の東側に新たな流路が開削されたが、この江戸川と旧太日川に挟まれた区間については下総国葛飾郡のままとされた。
江戸時代、江戸幕府の支配の下で、当郡内のうち江戸城に近い本所や深川は江戸市街地の一部を構成し、町人地区は町奉行の支配下に置かれた。一方、利根川に面する軍事・交通上の要衝である古河や関宿には譜代大名が配置された（古河藩、関宿藩）。初期には山崎（現野田市）や栗原（現船橋市）、藤心（ふじごころ。または相馬郡舟戸。ともに現柏市）に規模の小さな藩が置かれていたこともある（下総山崎藩、栗原藩、舟戸藩）。しかし、これらの藩の領地はいずれも当郡の一部を占めるのみであり、郡内の多くの村は関東郡代支配下の幕府直轄領（天領）または旗本支配地とされた。
近世までは、後の南葛飾郡域を指して葛西と呼んでいた。

## 明治時代

### 郡域
現在の行政区画では概ね以下の区域に相当する。
東京都
- 葛飾区の全域
- 江戸川区（公有水面埋立地を除く）

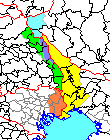
5分割された葛飾郡の範囲（橙：南葛飾郡 緑：北葛飾郡 紫：中葛飾郡 黄：東葛飾郡 水色：西葛飾郡）

- 墨田区（堤通、東向島、京島、文花以東および押上の一部）
- 江東区（亀戸、大島、北砂、南砂、東砂）
- 足立区（柳原）

千葉県
- 松戸市（高柳を除く）
- 野田市（長谷、小山、筵内を除く）
- 流山市の全域
- 市川市（公有水面埋立地を除く）
- 浦安市（公有水面埋立地を除く）
- 柏市（大字呼塚新田、根戸新田、松ヶ崎新田、宿連寺、布施、弁天下以東および大津川以東を除く）
- 鎌ケ谷市（大字軽井沢を除く）
- 船橋市（概ね東船橋、駿河台一丁目、市場、東町、米ヶ崎町、高根町、新高根、南三咲、三咲町、三咲、みやぎ台、咲が丘以西、及び七林。公有水面埋立地を除く）

埼玉県
- 三郷市、吉川市、幸手市、北葛飾郡松伏町、北葛飾郡杉戸町の全域
- さいたま市（元荒川・古隅田川以東）
- 越谷市（元荒川以東）
- 春日部市（古隅田川以東。旧庄和町は全域）
- 久喜市（八甫、西大輪、東大輪以北。旧桜田村と旧栗橋町に相当）
- 加須市（伊賀袋）

茨城県
- 猿島郡五霞町の全域
- 猿島郡境町（新田戸、桐ケ作）
- 古河市（葛生（かづろう）、柳橋、稲宮、上大野以西。平成の大合併以前の古河市及び総和町域に相当）
- 坂東市（古布内、木間ヶ瀬）

### 明治維新後
所属町村の変遷は南葛飾郡#郡発足までの沿革、北葛飾郡#郡発足以前の沿革、中葛飾郡#郡発足までの沿革、東葛飾郡#郡発足までの沿革、西葛飾郡#郡発足までの沿革をそれぞれ参照
- 「旧高旧領取調帳」に記載されている明治初年時点での、当郡域15町612村[10]の支配は以下の通り。他にも寺社領、寺社除地が各村に散在。（15町612村）
  - 後の南葛飾郡域（6町114村） - 幕府領（佐々井半十郎支配所）、旗本領、一橋徳川家領
  - 後の北葛飾郡域（1町165村） - 幕府領（小笠原甫三郎支配所、佐々井半十郎支配所）、旗本領、一橋徳川家領、武蔵岩槻藩
  - 後の中葛飾郡域（43村） - 幕府領（小笠原甫三郎支配所）、旗本領、一橋徳川家領、下総関宿藩、武蔵岩槻藩、駿河田中藩
  - 後の東葛飾郡域（6町242村） - 幕府領（支配所不明）、旗本領、与力給知、下総関宿藩、駿河田中藩
  - 後の西葛飾郡域（2町48村） - 幕府領（支配所不明）、旗本領、下総古河藩、下総関宿藩、下野壬生藩
- 慶応4年
  - 7月10日（1868年8月27日） - 旧幕府代官の桑山効が武蔵知県事に就任。田中藩領（転封予定）の一部および幕府領・旗本領の一部（町地を除く後の南葛飾郡域、北葛飾郡域のうち佐々井支配所の管轄地域、東葛飾郡域の一部）を管轄。
  - 7月13日（1868年8月30日） - 駿河田中藩が安房長尾藩に転封。
  - 8月4日（1868年8月23日） - 熊本藩士の佐々布直武（尚之丞）が下総知県事に就任。旧田中藩領の残部、幕府領・旗本領（後の中葛飾郡・西葛飾郡域および東葛飾郡域の残部）を管轄。
  - 8月8日（1868年8月27日） - 幕府領の一部（後の北葛飾郡域のうち小笠原支配所の管轄地域）が下総知県事の管轄となる。
  - 領地替えにより、岩槻藩領が後の東葛飾郡域にも設置される。
- 明治元年
  - 11月5日（1868年12月18日） - 町地が東京府（第1次）に移管。
  - 12月18日（1869年1月30日）  - 下総知県事・佐々布直武が水筑竜に交代。
  - 12月23日（1869年2月4日） - 武蔵知県事・桑山効が河瀬秀治に交代。
- 明治2年
  - 1月13日（1869年2月23日） - 下総知県事・水筑竜、武蔵知県事・河瀬秀治の管轄区域にそれぞれ葛飾県・小菅県を設置。
  - このころ一橋徳川家領のうち、後の南葛飾郡域が小菅県、北葛飾郡・中葛飾郡域が葛飾県の管轄となる。
- 明治4年
  - 7月14日（1871年8月29日）
    - 小菅県のうち後の南葛飾郡域が東京府（第2次）に移管。
    - 廃藩置県により、藩領が岩槻県、関宿県、古河県、壬生県となる。

  - 11月14日（1871年12月25日）
    - 第1次府県統合により、武蔵国葛飾郡のうち大場川および小合溜井以北の区域が埼玉県の管轄となる（後の北葛飾郡）。
    - 第1次府県統合により、後の中葛飾郡、東葛飾郡、西葛飾郡域が印旛県の管轄となる。
- 明治6年（1873年）6月15日 - 印旛県が木更津県に統合して千葉県が発足。
- 明治8年（1875年）
  - 5月7日 - 新治県廃止に伴う茨城県・千葉県の再編に合わせて、千葉県葛飾郡のうち利根川および旧利根川（現中川、権現堂川）以北の区域（後の西葛飾郡）が茨城県に、江戸川以西の区域（後の中葛飾郡）が埼玉県に移管。
- 明治11年（1878年）
  - 11月2日 - 郡区町村編制法の東京府・千葉県での施行により、東京府葛飾郡の区域をもって南葛飾郡、千葉県葛飾郡の区域をもって東葛飾郡がそれぞれ発足。東京の市街地および隣接区域が本所区・深川区に編入され、郡より離脱。残部は葛飾郡として存続。
  - 12月2日 - 郡区町村編制法の茨城県での施行により、茨城県葛飾郡の区域をもって西葛飾郡が発足。残部は葛飾郡として存続。
- 明治12年（1879年）3月17日 - 郡区町村編制法の埼玉県での施行により、埼玉県葛飾郡のうち武蔵国の区域をもって北葛飾郡、下総国の区域をもって中葛飾郡がそれぞれ発足。同日葛飾郡消滅。

## 郡域の変遷
| 中世                 | 江戸初期以降         | 第1次府県統合以降                                    | 1875年以降                  | 郡区町村編制法施行以降 | 1896年以降                                                             | 1932年以降 （東京都設置まで） | 相当する現在の区域                                   |
| -------------------- | -------------------- | ---------------------------------------------------- | --------------------------- | ---------------------- | ---------------------------------------------------------------------- | ----------------------------- | ---------------------------------------------------- |
| 下総国相馬郡（南部） | 下総国相馬郡（南部） | 印旛県→千葉県相馬郡（南部）                          | 印旛県→千葉県相馬郡（南部） | 千葉県南相馬郡         | 千葉県東葛飾郡                                                         | 千葉県東葛飾郡                | 千葉県我孫子市、千葉県柏市東部（旧沼南町、旧富勢村） |
| 下総国葛飾郡         | 下総国葛飾郡         |                                                      |                             |                        | 千葉県東葛飾郡                                                         | 千葉県東葛飾郡                | 千葉県野田市、松戸市、市川市など                     |
| 下総国葛飾郡         | 下総国葛飾郡         | 印旛県→千葉県葛飾郡                                  | 茨城県葛飾郡                | 茨城県西葛飾郡         | 猿島郡と合併→茨城県猿島郡                                              | 猿島郡と合併→茨城県猿島郡     | 茨城県古河市西部、猿島郡五霞町など                   |
| 下総国葛飾郡         | 下総国葛飾郡         |                                                      | 埼玉県葛飾郡                | 埼玉県中葛飾郡         | 埼玉県北葛飾郡                                                         | 埼玉県北葛飾郡                | 埼玉県春日部市東部、北葛飾郡杉戸町東部など           |
|                      | 武蔵国葛飾郡         |                                                      | 埼玉県葛飾郡                |                        | 埼玉県北葛飾郡                                                         | 埼玉県北葛飾郡                | 埼玉県三郷市、吉川市、幸手市など                     |
| 東京府葛飾郡         | 東京府葛飾郡         | 東京府南葛飾郡                                       | 東京府南葛飾郡              | 東京府東京市           | 東京都江戸川区、葛飾区、墨田区北部（旧向島区）、江東区東部（旧城東区） |                               |                                                      |
| 東京府葛飾郡         | 東京府葛飾郡         | 東京都墨田区南部（旧本所区）、江東区西部（旧深川区） |                             | 東京府東京市           |                                                                        |                               |                                                      |

- 廃藩置県前後から第1次府県統合まで（1868年〜1871年）の県の変遷は省略した。

## 備考
- 現在の葛飾区にその名前を残すほか、北葛飾郡は現在も存続している。
- 千葉県の東葛飾郡にはかつて葛飾村（1931年に葛飾町）があったが、1937年（昭和12年）に船橋町などと合併して船橋市の一部となった。旧葛飾町の区域内に船橋市立葛飾小学校、船橋市立葛飾中学校、葛飾郡総社の葛飾神社などがある。また、この区域を通過する京成電鉄京成本線に「葛飾駅」があったが、1987年（昭和62年）に「京成西船駅」と改称した。
- 市川市にある葛飾八幡宮、松戸市にある千葉県東葛飾旅券事務所（現在は閉鎖）、千葉県東葛飾土木事務所、柏市にある千葉県立東葛飾高等学校、春日部市（旧北葛飾郡庄和町）にある春日部市立葛飾中学校などにも、その名をとどめている。
- 現在も旧東葛飾郡北部の流山市、野田市、松戸市、柏市、我孫子市、鎌ヶ谷市は一般的に「東葛地域」と呼ばれ、千葉県庁では「東葛飾地域」と呼んでおり、これも東葛飾郡の名残である。東葛の名前を冠した施設は随所に見受けられる（東葛テクノプラザ、東葛クリニック病院、コープみらいコーププラザ東葛など）。
- 旧東葛飾郡南部（船橋市、市川市、浦安市）に旧千葉郡の習志野市、八千代市を加えた5市を千葉県庁では「葛南地域」と呼んでいる（船橋市東部は旧千葉郡）。かつては定時制高校名（千葉県立国府台高等学校葛南分校、千葉県立葛南工業高校）や病院名（葛南病院、現東京ベイ・浦安市川医療センター）に「葛南」が使われていた。
- 北葛飾郡市では、北葛という名称は医師会名（北葛北部医師会）やフットサルチーム名（北葛SC）に使われる程度で、他は隣接する埼玉郡市とともに埼葛という名称を使うことの方が、どちらかといえば多い（埼葛広域農道、埼葛テスト、埼葛斎場組合、さいかつ農業協同組合など）。
- 「旧高旧領取調帳」に拠ると、明治初年頃の葛飾郡域には629の村が存在したが、これは全ての郡の中に於いて越後国蒲原郡（1824村）、同頸城郡（1162村）、陸奥国津軽郡（878村）に次ぐ四番目の多さであった。一方、石高を見ると24万7911石であり、これは越後国蒲原郡、羽前国村山郡、陸奥国津軽郡、羽前国置賜郡、越中国新川郡、武蔵国埼玉郡、越中国礪波郡に次ぐ八番目であった（旧国郡別石高の変遷も参照）。